# 檐廊
檐廊，又称步口、檐楯，日本稱為軒下，朝鮮稱為退間（툇간），是東亞傳統建築中屋檐延伸为顶的走廊，以檐柱支撐，与建筑物相连，作为通道，也是房屋與外部的緩衝。在房前加檐廊，使得房屋显得很有层次，丰富了建筑空间。
檐廊可分為封閉式的暖廊式檐廊和開放式檐廊，暖廊式檐廊是把檐廊窗戶封閉起來。
以木或竹建造、高於室外地面、與室內地面同一水平的檐廊稱為廊台。

## 圖片

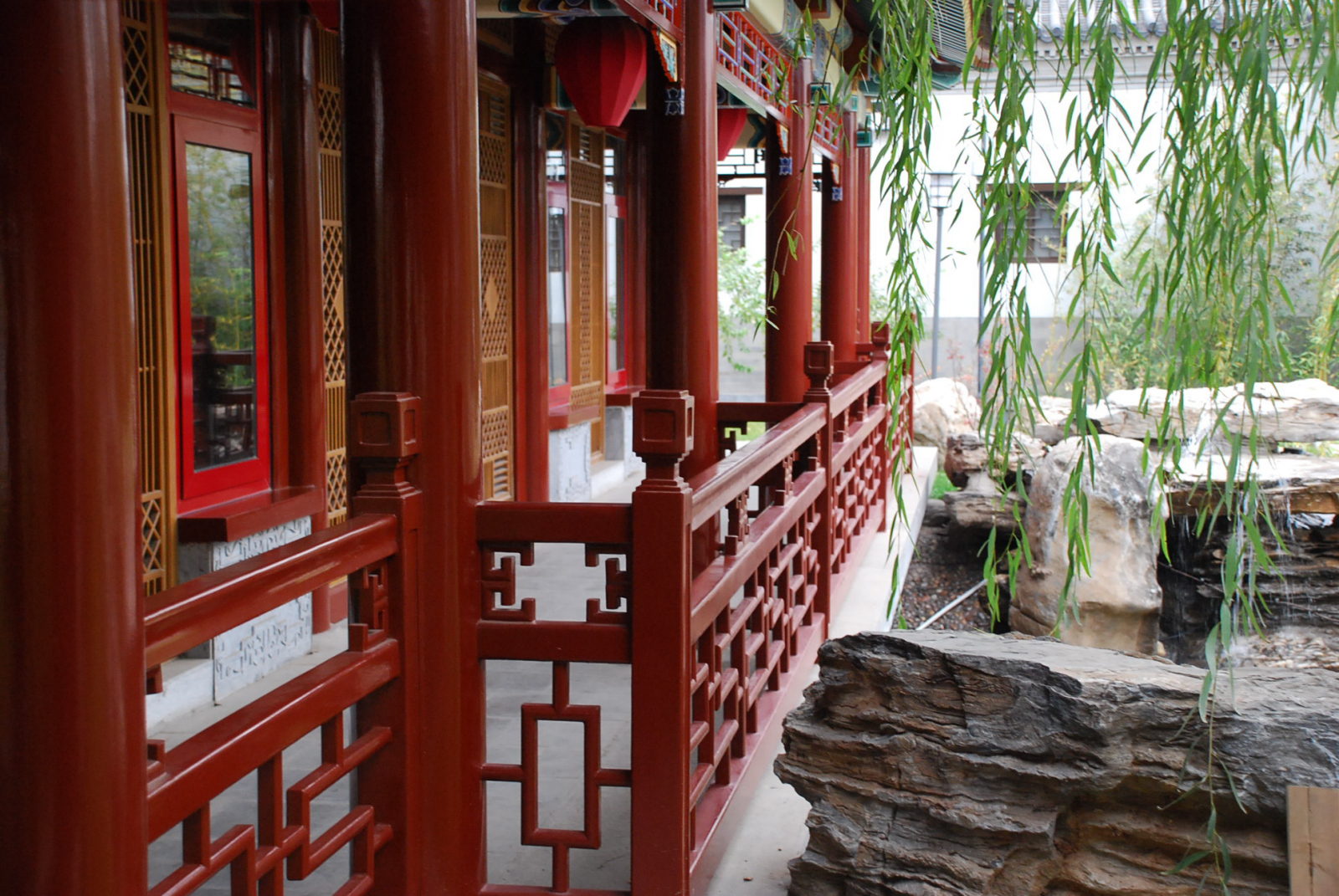
檐廊一例，摄于北京海淀区板井
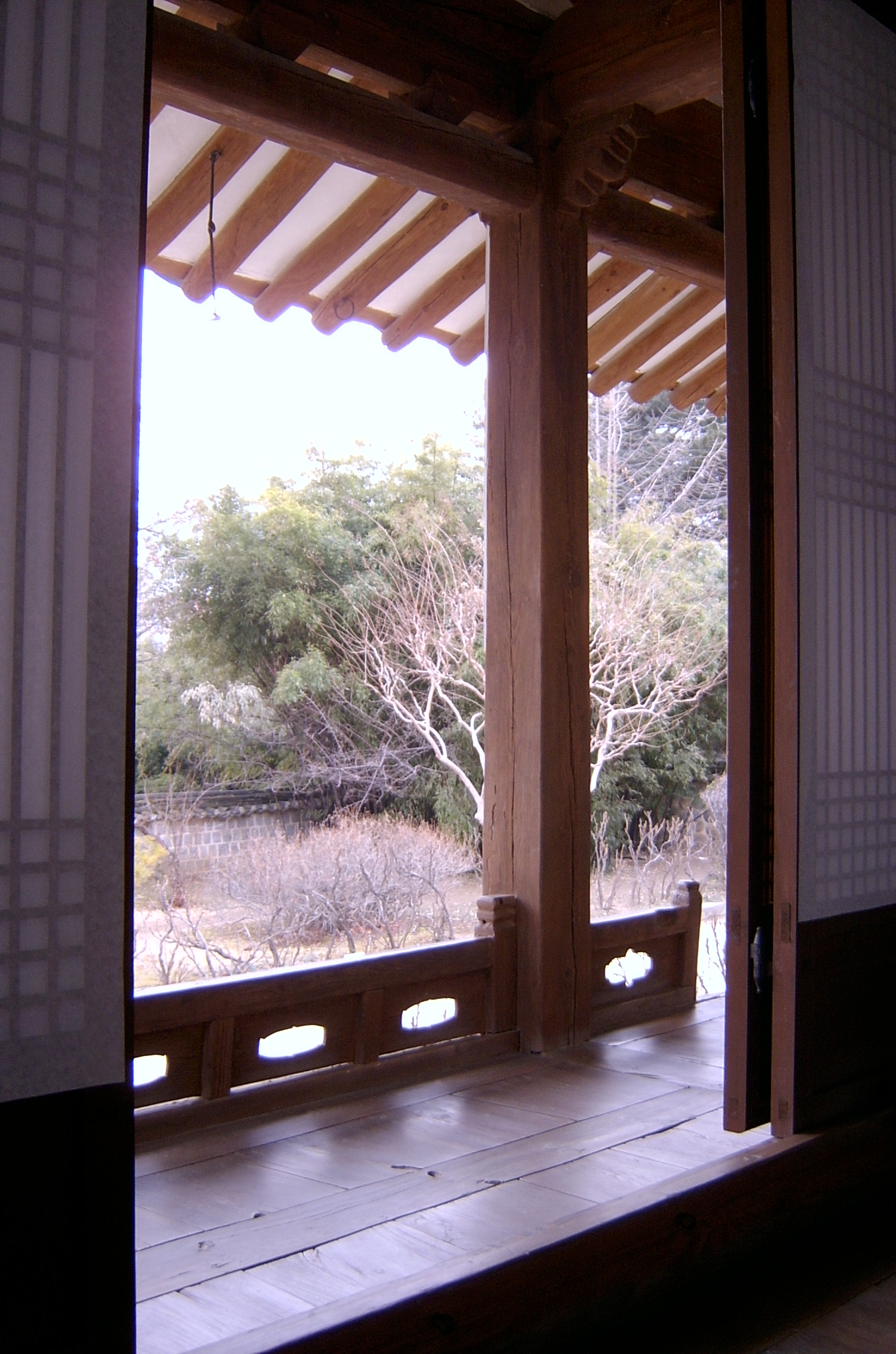
韓國江原道江陵市烏竹軒（朝鲜语：오죽헌）的檐廊
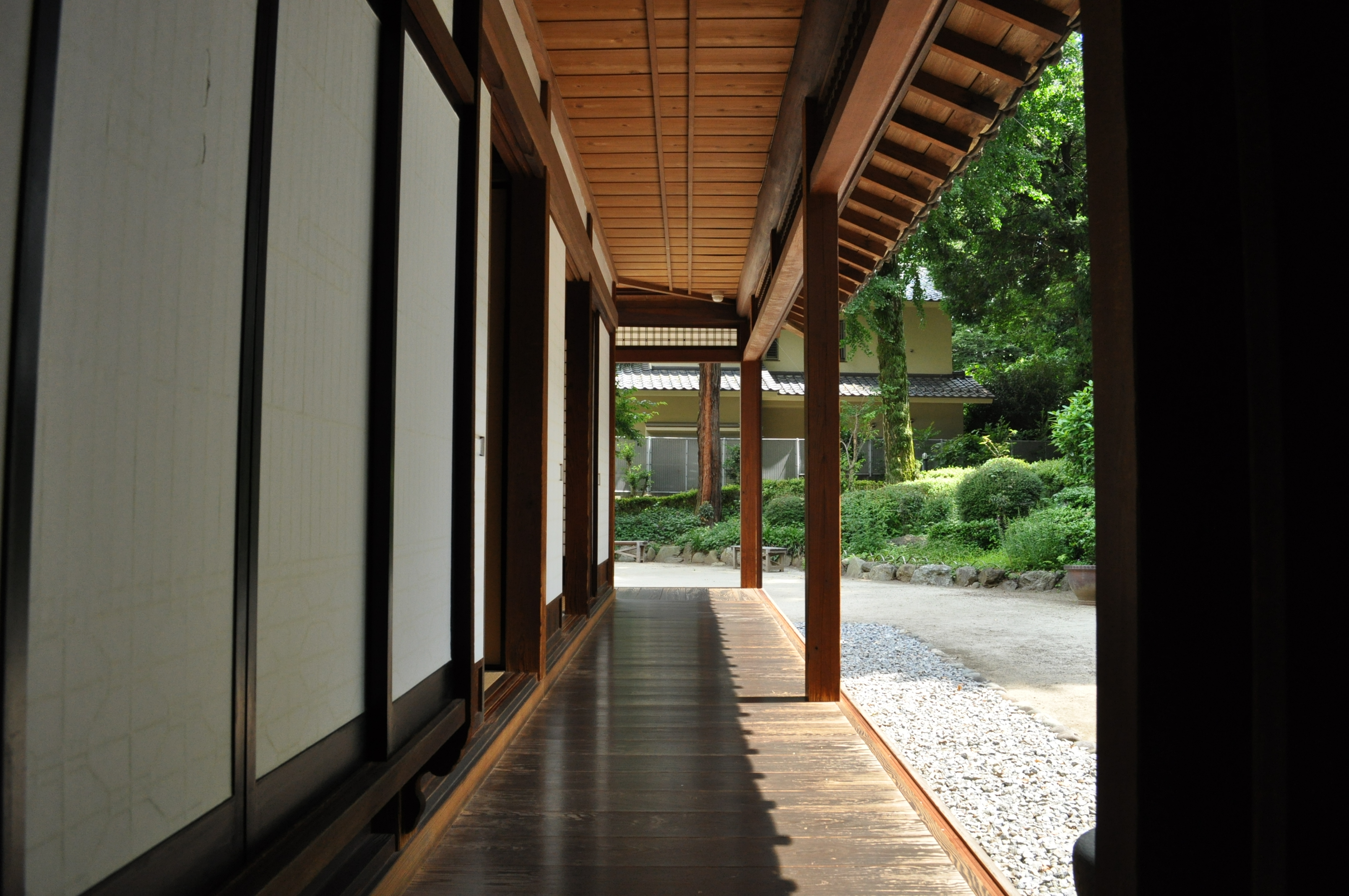
日本一傳統民居的檐廊
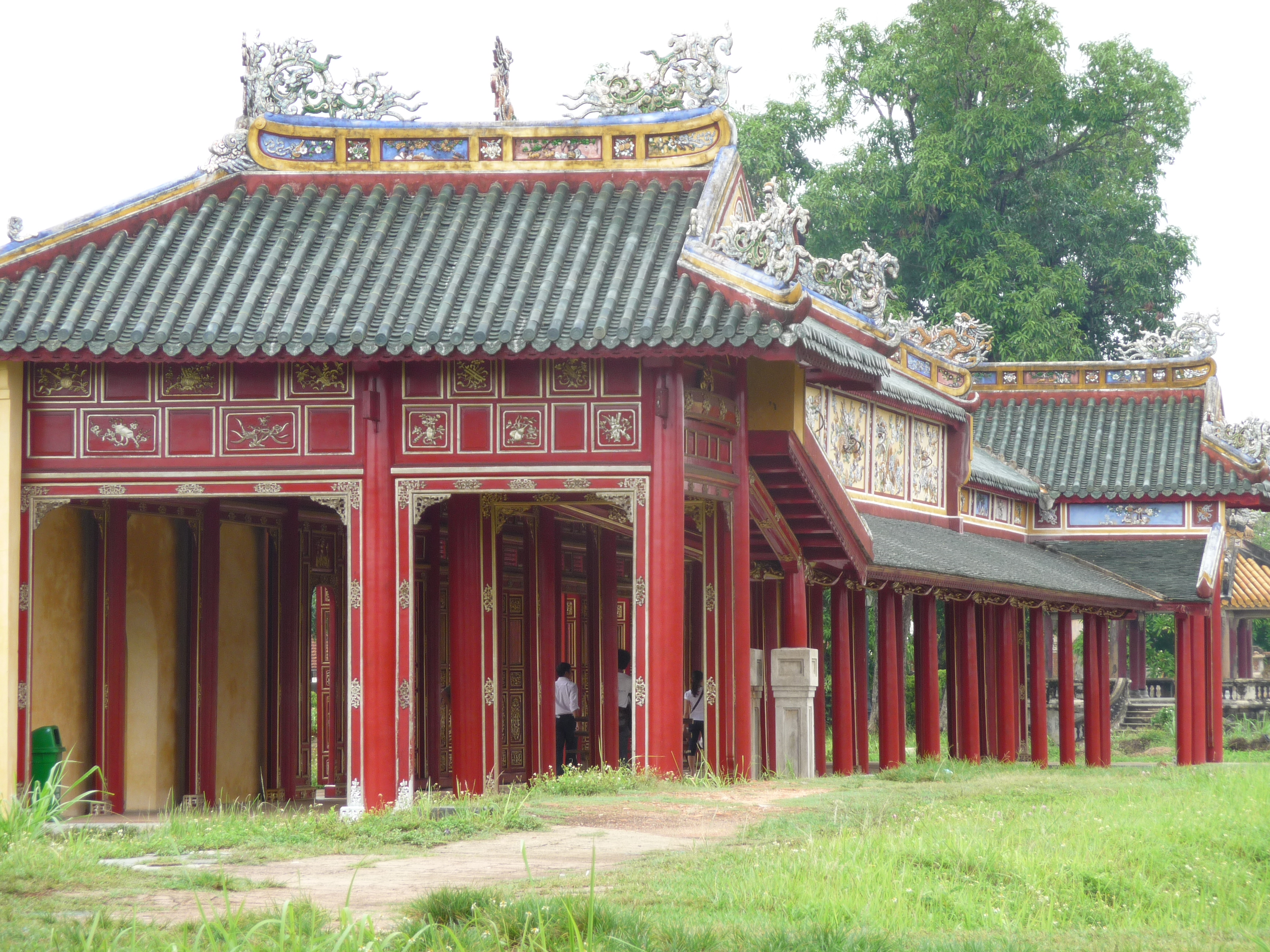
越南順化皇城一建築物的檐廊
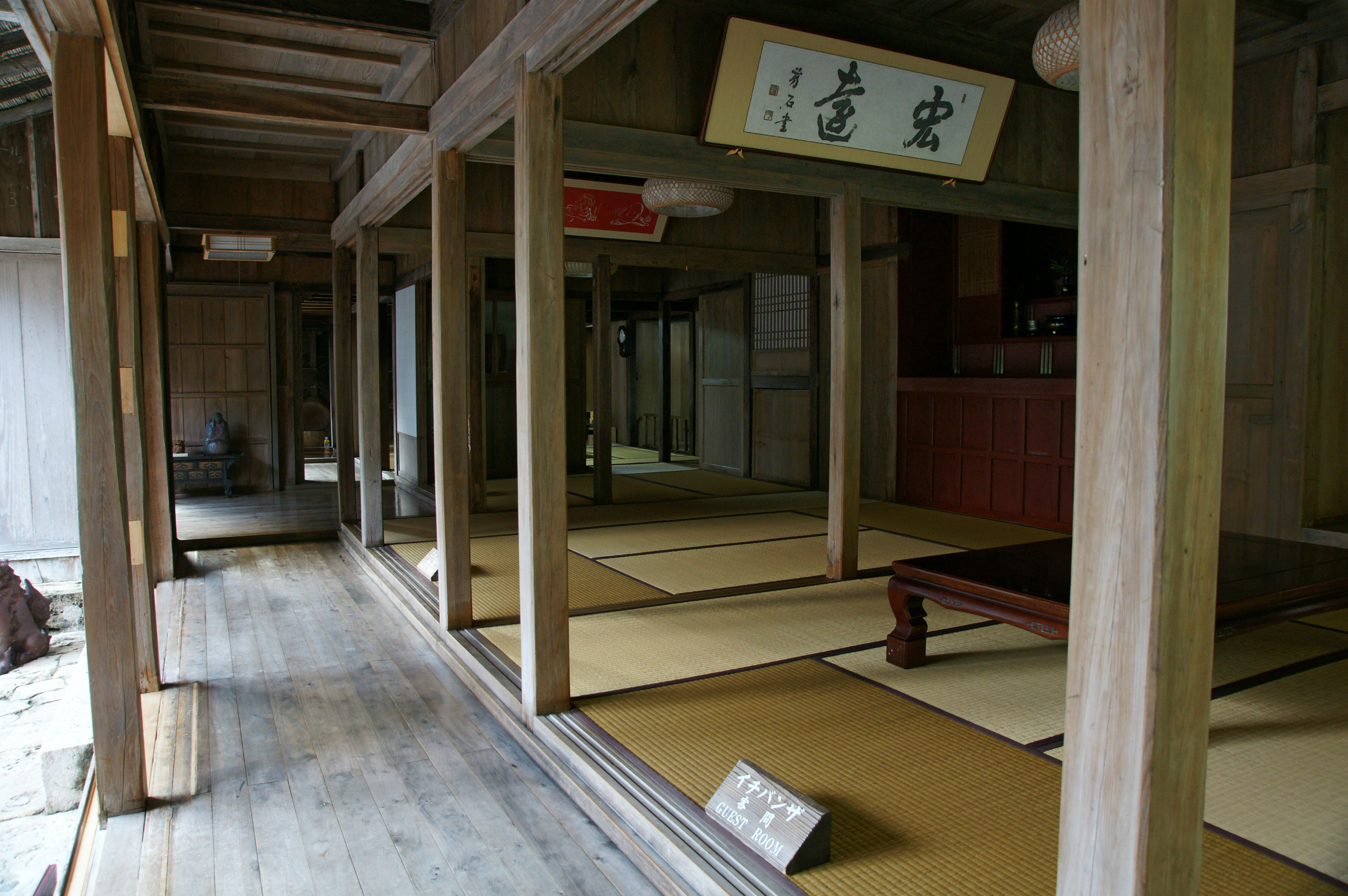
琉球中村家住宅的檐廊